# Discografie van Pink Floyd
Hieronder volgen diverse overzichten en hitnoteringen van de Engelse band Pink Floyd.

## Albums
| Album met eventuele hitnotering(en) in de Nederlandse Album Top 100                         | Datum van verschijnen | Datum van binnenkomst | Hoogste positie | Aantal weken | Opmerkingen                              |
| ------------------------------------------------------------------------------------------- | --------------------- | --------------------- | --------------- | ------------ | ---------------------------------------- |
| The Piper at the Gates of Dawn                                                              | 05-08-1967            | 06-09-1997            | 46              | 8            |                                          |
| A Saucerful of Secrets                                                                      | 29-06-1968            | -                     | -               | -            |                                          |
| Music from the Film More                                                                    | 27-06-1969            | 02-08-1969            | 4               | 6            | Soundtrack                               |
| Ummagumma                                                                                   | 25-10-1969            | 06-12-1969            | 5               | 14           |                                          |
| Atom Heart Mother                                                                           | 10-10-1970            | 21-11-1970            | 5               | 10           |                                          |
| Relics                                                                                      | 14-05-1971            | -                     |                 |              | Verzamelalbum                            |
| Meddle                                                                                      | 30-10-1971            | 13-11-1971            | 2               | 12           |                                          |
| Obscured by Clouds                                                                          | 03-06-1972            | 03-06-1972            | 3               | 7            | Soundtrack                               |
| The Dark Side of the Moon                                                                   | 10-03-1973            | 17-03-1973            | 2               | 43           |                                          |
| Wish You Were Here                                                                          | 12-09-1975            | 27-09-1975            | 1(2wk)          | 21           |                                          |
| Animals                                                                                     | 23-01-1977            | 12-02-1977            | 1(2wk)          | 12           |                                          |
| The Wall                                                                                    | 27-11-1979            | 15-12-1979            | 1(5wk)          | 35           |                                          |
| A Collection of Great Dance Songs                                                           | 23-11-1981            | 09-01-1982            | 6               | 21           | Verzamelalbum / Nr. 4 in de TV LP Top 15 |
| The Final Cut                                                                               | 22-03-1983            | 02-04-1983            | 2               | 18           |                                          |
| Works                                                                                       | 1983                  | -                     |                 |              | Verzamelalbum                            |
| A Momentary Lapse of Reason                                                                 | 08-09-1987            | 19-09-1987            | 2               | 44           |                                          |
| Delicate Sound of Thunder                                                                   | 22-11-1988            | 03-12-1988            | 20              | 33           | Livealbum                                |
| Shine On                                                                                    | 16-11-1992            | -                     | -               | -            | Verzamelalbum                            |
| The Division Bell                                                                           | 28-03-1994            | 09-04-1994            | 1(4wk)          | 49           |                                          |
| P.U.L.S.E                                                                                   | 29-05-1995            | 10-06-1995            | 1(1wk)          | 25           | Livealbum                                |
| 1967: The First Three Singles                                                               | 11-08-1997            | -                     | -               | -            | Verzamelalbum                            |
| Is There Anybody Out There? - The Wall Live 1980-81                                         | 23-03-2000            | 08-04-2000            | 4               | 9            | Livealbum                                |
| Echoes: The best of Pink Floyd                                                              | 02-11-2001            | 17-11-2001            | 3               | 17           | Verzamelalbum                            |
| Oh, by the way                                                                              | 07-12-2007            | -                     | -               | -            | Verzamelalbum                            |
| Discovery - Special box set containing fourteen studio albums and unique sixty page booklet | 23-09-2011            | 01-10-2011            | 57              | 2            | Box set                                  |
| A Foot in the Door - The best of                                                            | 04-11-2011            | 12-11-2011            | 21              | 12           | Verzamelalbum                            |
| The Endless River                                                                           | 10-11-2014            | 15-11-2014            | 1               | 45           |                                          |
| The Early Years 1967-1972 - Cre/ation                                                       | 11-11-2016            | 19-11-2016            | 22              | 2            | Remixalbum                               |
| The Later Years 1987-2019                                                                   | 29-11-2019            | 07-12-2019            | 31              | 4            | Remixalbum                               |

| Album met hitnotering(en) in de Vlaamse Ultratop 200 albums                                 | Datum van verschijnen | Datum van binnenkomst | Hoogste positie | Aantal weken | Opmerkingen   |
| ------------------------------------------------------------------------------------------- | --------------------- | --------------------- | --------------- | ------------ | ------------- |
| P.U.L.S.E                                                                                   | 1995                  | 17-06-1995            | 1(1wk)          | 16           | Livealbum     |
| Is There Anybody Out There? - The Wall Live 1980-81                                         | 2000                  | 08-04-2000            | 7               | 6            | Livealbum     |
| Echoes - The best of Pink Floyd                                                             | 2001                  | 17-11-2001            | 2               | 17           | Verzamelalbum |
| The Dark Side of the Moon                                                                   | 1973                  | 19-04-2003            | 42              | 7            |               |
| The Wall                                                                                    | 1979                  | 29-07-2006            | 44              | 9*           |               |
| Wish You Were Here                                                                          | 1975                  | 05-08-2006            | 85              | 2            |               |
| The Piper at the Gates of Dawn                                                              | 1967                  | 15-09-2007            | 28              | 6            |               |
| The Dark Side of the Moon - Experience edition                                              | 23-09-2011            | 01-10-2011            | 16              | 5            |               |
| Discovery - Special box set containing fourteen studio albums and unique sixty page booklet | 2011                  | 08-10-2011            | 39              | 4            | Box set       |
| Wish You Were Here - Experience edition                                                     | 04-11-2011            | 12-11-2011            | 77              | 2            | Box set       |
| A Foot in the Door - The best of                                                            | 2011                  | 12-11-2011            | 23              | 12           | Verzamelalbum |
| The Endless River                                                                           | 2014                  | 15-11-2014            | 1(1wk)          | 62           | Goud          |

## Singles
| Single met eventuele hitnotering(en) in de Nederlandse Top 40 | Datum van verschijnen | Datum van binnenkomst | Hoogste positie | Aantal weken | Opmerkingen                                                                           |
| ------------------------------------------------------------- | --------------------- | --------------------- | --------------- | ------------ | ------------------------------------------------------------------------------------- |
| Arnold Layne                                                  | 1967                  | 13-02-1971            | 30              | 3            | Nr. 24 in de Hilversum 3 Top 30                                                       |
| See Emily Play                                                | 1967                  | 15-07-1967            | tip7            | -            |                                                                                       |
| Free Four                                                     | 1972                  | 22-07-1972            | tip6            | -            | Nr. 29 in de Hilversum 3 Top 30                                                       |
| Another Brick in the Wall (Part II)                           | 1979                  | 08-12-1979            | 3               | 11           | Nr. 4 in de Nationale Hitparade / TROS Paradeplaat / Veronica Alarmschijf Hilversum 3 |
| Run Like Hell                                                 | 1980                  | 07-06-1980            | tip20           | -            |                                                                                       |
| On the Turning Away                                           | 1988                  | 30-01-1988            | tip4            | -            | Nr. 47 in de Nationale Hitparade Top 100                                              |
| Take It Back                                                  | 1994                  | 25-06-1994            | 33              | 3            | Nr. 23 in de Mega Top 50                                                              |
| Proper Education                                              | 12-01-2007            | 06-01-2007            | 3               | 13           | met Eric Prydz / Nr. 4 in de Mega Top 50 / Dancesmash op Radio 538                    |
| Things Left Unsaid                                            | 2014                  | -                     | -               | -            | Nr. 88 in de B2B Single Top 100                                                       |

| Single met hitnotering(en) in de Vlaamse Ultratop 50 | Datum van verschijnen | Datum van binnenkomst | Hoogste positie | Aantal weken | Opmerkingen                |
| ---------------------------------------------------- | --------------------- | --------------------- | --------------- | ------------ | -------------------------- |
| Another Brick in the Wall (Part II)                  | 1979                  | -                     |                 |              | Nr. 3 in de Radio 2 Top 30 |
| Proper Education                                     | 2006                  | 20-01-2007            | 2               | 16           | met Eric Prydz             |
| Louder Than Words                                    | 2014                  | 15-11-2014            | tip89*          |              |                            |

### NPO Radio 2 Top 2000
| Nummers met noteringen in de NPO Radio 2 Top 2000 | '99 | '00 | '01 | '02  | '03 | '04 | '05 | '06 | '07 | '08  | '09  | '10  | '11  | '12  | '13  | '14  | '15  | '16  | '17  | '18 | '19  | '20  | '21  | '22  | '23  | '24  |
| ------------------------------------------------- | --- | --- | --- | ---- | --- | --- | --- | --- | --- | ---- | ---- | ---- | ---- | ---- | ---- | ---- | ---- | ---- | ---- | --- | ---- | ---- | ---- | ---- | ---- | ---- |
| Another Brick in the Wall                         | 17  | 20  | 20  | 26   | 39  | 32  | 52  | 46  | 86  | 45   | 56   | 47   | 53   | 39   | 48   | 56   | 72   | 66   | 90   | 54  | 69   | 77   | 73   | 80   | 89   | 95   |
| Arnold Layne                                      | -   | -   | -   | -    | -   | -   | -   | -   | -   | -    | 1073 | 1298 | 1178 | 1298 | 1157 | 1322 | 1612 | -    | 1945 | -   | -    | -    | -    | -    | -    | -    |
| Breathe                                           | -   | -   | -   | -    | -   | -   | -   | -   | -   | -    | -    | -    | -    | -    | -    | -    | -    | -    | -    | -   | -    | -    | -    | -    | 1248 | 1388 |
| Comfortably Numb                                  | -   | 74  | -   | 1356 | 358 | 53  | 25  | 19  | 17  | 34   | 15   | 13   | 12   | 10   | 8    | 8    | 11   | 16   | 12   | 14  | 16   | 19   | 22   | 13   | 14   | 15   |
| Echoes                                            | -   | 232 | -   | -    | -   | -   | -   | -   | -   | -    | -    | -    | 1467 | 232  | 180  | 171  | 169  | 215  | 212  | 307 | 194  | 324  | 276  | 203  | 227  | 179  |
| Hey You                                           | -   | -   | -   | -    | -   | -   | -   | -   | -   | -    | -    | -    | -    | -    | -    | -    | -    | -    | -    | 616 | 520  | 674  | 675  | 650  | 642  | 745  |
| High Hopes                                        | -   | -   | -   | -    | -   | -   | -   | -   | -   | -    | -    | -    | -    | -    | -    | -    | 1755 | 681  | 547  | 550 | 485  | 618  | 569  | 496  | 538  | 519  |
| Money                                             | 79  | 197 | 219 | 293  | 230 | 326 | 245 | 214 | 347 | 248  | 291  | 290  | 264  | 211  | 271  | 323  | 398  | 416  | 402  | 362 | 382  | 453  | 422  | 452  | 433  | 466  |
| One of These Days                                 | -   | 270 | -   | 463  | 269 | 495 | 654 | 561 | 941 | 581  | 539  | 632  | 524  | 495  | 522  | 534  | 657  | 870  | 783  | 727 | 743  | 1044 | 1057 | 1051 | 1138 | 1150 |
| Run Like Hell                                     | -   | -   | -   | -    | -   | -   | -   | -   | -   | -    | -    | -    | -    | -    | -    | -    | -    | -    | -    | -   | -    | -    | -    | -    | -    | 1985 |
| See Emily Play                                    | -   | 515 | -   | 930  | 656 | 763 | 986 | 869 | 847 | 820  | 1000 | 1039 | 1086 | 1331 | 1078 | 1374 | 1545 | 1985 | 1859 | -   | 1944 | -    | -    | -    | -    | -    |
| Shine On You Crazy Diamond                        | -   | 50  | 47  | 33   | 26  | 25  | 12  | 14  | 21  | 19   | 13   | 15   | 16   | 7    | 10   | 9    | 14   | 20   | 22   | 18  | 22   | 28   | 29   | 27   | 25   | 25   |
| The Great Gig in the Sky                          | -   | -   | -   | -    | -   | -   | -   | -   | 647 | 1925 | 355  | 370  | 360  | 312  | 252  | 286  | 307  | 403  | 408  | 444 | 456  | 561  | 547  | 503  | 426  | 416  |
| Time                                              | -   | -   | -   | -    | -   | -   | -   | -   | -   | -    | 449  | 381  | 342  | 274  | 212  | 277  | 308  | 382  | 369  | 333 | 306  | 339  | 392  | 345  | 330  | 292  |
| Us and Them                                       | -   | -   | -   | -    | -   | -   | -   | -   | -   | -    | -    | -    | -    | -    | -    | -    | -    | 749  | 616  | 637 | 584  | 723  | 763  | 685  | 659  | 674  |
| Wish You Were Here                                | -   | 45  | 25  | 29   | 20  | 21  | 16  | 8   | 14  | 12   | 9    | 6    | 7    | 6    | 6    | 6    | 9    | 9    | 7    | 5   | 10   | 9    | 13   | 11   | 11   | 12   |

1. ↑  Een '-' betekent dat het nummer niet was genoteerd en een vetgedrukt getal geeft de hoogste notering van een nummer aan.

## Dvd
| Dvd's met hitnoteringen in de Nederlandse DVD Music Top 30 | Datum van verschijnen | Datum van binnenkomst | Hoogste positie | Aantal weken | Opmerkingen |
| ---------------------------------------------------------- | --------------------- | --------------------- | --------------- | ------------ | ----------- |
| The wall                                                   | 2002                  | 20-04-2002            | 2               | 16           |             |
| The Dark Side of the Moon                                  | 2003                  | 06-09-2003            | 7               | 9            |             |
| Live at Pompeii                                            | 2003                  | 04-10-2003            | 4               | 34           |             |
| P.U.L.S.E                                                  | 2006                  | 22-07-2006            | 1(7wk)          | 72           |             |
| Shine On (live)                                            | 2009                  | 26-09-2009            | 12              | 11           |             |
| The Story of Wish You Were Here                            | 2012                  | 07-07-2012            | 5               | 18           |             |

| Dvd's met hitnoteringen in de Vlaamse Muziek-DVD Ultratop 10/20 | Datum van verschijnen | Datum van binnenkomst | Hoogste positie | Aantal weken | Opmerkingen |
| --------------------------------------------------------------- | --------------------- | --------------------- | --------------- | ------------ | ----------- |
| The Wall                                                        | 2004                  | 17-04-2004            | 5               | 2            |             |
| P.U.L.S.E.                                                      | 2006                  | 15-07-2006            | 1(10wk)         | 66           |             |
| Shine On (live)                                                 | 2009                  | 26-09-2009            | 2               | 111          |             |
| The Story of Wish You Were Here                                 | 2012                  | 07-07-2012            | 8               | 8            |             |

## Audio-units met andere musici
- Zabriskie Point (1970)

## Video/dvd
- Pink Floyd: Live at Pompeii (1972)
- Pink Floyd: The Wall (1982)
- Delicate Sound of Thunder (1988)
- Pulse (1995)
- The Pink Floyd & Syd Barrett Story (documentaire, BBC 2003)
- Live at Pompeii (Director's Cut, 2003)
- Classic Albums: Pink Floyd - The Making of The Dark Side of the Moon (documentaire, 2003)
- London 1966/1967 (2005)